# José Manuel Aizpúrua
José Manuel Aizpúrua (San Sebastián, 1904 — San Sebastián, 6 de setembro de 1936) foi um arquiteto espanhol.
Estudou na Escola de Arquitetura de Madri de 1921 a 1927. Sua carreira foi fugaz, de 1927 até 1936, o que não o impede de ser catalogado como "o maior arquiteto racionalista, e talvez, o mais importante arquiteto basco da história" (Editorial Nueva Forma, 1969).
Apesar da trajetótia profissional breve, o mesmo não se pode dizer da sua produção neste período. Participou dos concursos para a construção dos monumentos à Civilização (1927) e do Ateneo Mercantil de Valência (1929). É o autor da obra mais importante do racionalismo espanhol, o Club Náutico de San Sebastián. Além desta obra, construiu alguns edifícios de apartamentos em Fuenterrabía e desenhou vários cafés em Madri.
Continuou participando de numerosos concursos, obtendo os primeiros prêmios com projetos que nunca chegaram a ser realizados, como o Museu de Arte Moderna em Madri (1933), o Grupo Escolar (1930) e residências Econômicas em Bilbao, o Instituto de Segunda Enseñanza em Cartagena (1932), o Novo Hospital e a ampliação de Amara (1935) em San Sebastián, e a Escuela de Ingenieros de Montes, em Madrid (1935).
Homem muito vinculado à vanguarda espanhola de seu tempo, foi membro do GATEPAC e sócio fundador da Sociedade de Artistas Ibéricos, junto a Victorio Macho, Vázquez Díaz, Oscar Esplá e Federico García Lorca. Também nessa linha vanguardista é seu manifesto Cuando habrá Arquitectura, publicado em 1930. Sem dúvida, sua militância política acarretou-lhe a princípio muitos dissabores, mais tarde intransigência e incompreensão e, finalmente, lhe custou a vida.
Ingressou na Falange Espanhola e pertencia à Junta Nacional desde 1934, como delegado nacional de imprensa e propaganda, cargo que ocupou até 1936. Foi assassinado nas proximidades do cemitério de San Sebastián, em 6 de setembro de 1936.